# SN 1992aq
SN 1992aq – supernowa typu Ia odkryta 1 sierpnia 1992 roku w galaktyce A230434-3720. Jej maksymalna jasność wynosiła 19,39m.